# Maurizio Lucidi
Maurizio Lucidi (n. 1932, Florența, Regatul Italiei – d. 2005, Roma, Italia) a fost un regizor italian.  

## Filmografie

### Ca regizor
- 1965 La sfida dei giganti
- 1966 2 once di piombo
- 1967 Pecos è qui: prega e muori!
- 1967 La più grande rapina del West
- 1968 La battaglia del Sinai
- 1968 Probabilità zero
- 1971 Se rezolvă... amigo (Si può fare... amigo)
- 1971 La vittima designata
- 1973 L'ultima chance
- 1975 Due cuori, una cappella
- 1975 Gli esecutori
- 1977 Il marito in collegio ()
- 1978 Tutto suo padre
- 1980 Il marito in vacanza
- 1981 Perché non facciamo l'amore?
- 1986 Il lupo di mare
- 1990 Il gorilla - serial TV, 1 episod
- 1995 Il prezzo del denaro
- 1996 La casa dove abitava Corinne (Film TV)

### Camonteur
- 1959 La prima notte
- 1960 Morgan il pirata, regia  André De Toth și Primo Zeglio
- 1961 Hercule cucerește Atlantida (Ercole alla conquista di Atlantide), regia Vittorio Cottafavi
- 1961 I Tartari
- 1962 Depășirea (Il sorpasso), regia  Dino Risi
- 1962 Sexy al neon, regia  Ettore Fecchi
- 1963 I mostri
- 1963 Il successo
- 1964 I cento cavalieri
- 1964 Amore facile
- 1967 Un dollaro tra i denti, regia  Luigi Vanzi